# Nußdorf-Debant
Nußdorf-Debant est une commune autrichienne du district de Lienz dans le Tyrol.

## Géographie
Nußdorf-Debant se situe sur la colline Burgstall qui borde égalament le quartier de Kahlenbergerdorf. Au nord, le Schablergraben sépare le Burgstall du Kahlenbergerdorf et du Leopoldsberg, et au sud-est se trouve le Nussberg.